# Amphitornus coloradus
Amphitornus coloradus is een rechtvleugelig insect uit de familie veldsprinkhanen (Acrididae). De wetenschappelijke naam van deze soort is voor het eerst geldig gepubliceerd in 1873 door Thomas.